# Amagi Brilliant Park
Amagi Brilliant Park (jap. 甘城ブリリアントパーク, Amagi Buririanto Pāku) ist eine japanische Light-Novel-Reihe von Shoji Gatoh mit Illustrationen von Yuka Nakajima. Sie erscheint seit 2013 und wurde als Manga und Anime adaptiert. Die Geschichte ist in die Genres Fantasy, Comedy und Romantik einzuordnen.

## Inhalt
Der gutaussehende, aber arrogante Oberschüler Seiya Kanie (可児江 西也) wird von der mysteriösen Isuzu Sento (千斗 いすず) zum Besuch eines Vergnügungsparks gezwungen. Das Mädchen führt ihn in den Amagi Brilliant Park – dessen Attraktionen sind heruntergekommen, machen keinen Spaß und der Park steht kurz vor dem Bankrott. Die Leiterin Latifah Fleuranza (ラティファ・フルーランザ) offenbart sich Seiya als Fee, die als Prinzessin über den von magischen Wesen belebten Park herrscht. Sie sind geflohen aus ihrer Heimat Maple Land und können nur überleben, indem sie ihre Energie durch die Freude der Menschen erneuern. Mit dem Niedergang des Parks ist das Überleben seiner Bevölkerung in Gefahr. Außerdem müssen sie bis zum 31. Juli, in 83 Tagen, 500.000 Besucher erreichen, sonst wird der Park von einem Investor übernommen. Dazu fehlt ihnen noch die Hälfte. Um ihn von ihrer Herkunft zu überzeugen, verleiht Latifah Seiya magische Kräfte, auf dass er mit diesen und seinem Können den Amagi Brilliant Park rettet. Als er tatsächlich die Macht erhält, die Gedanken der Menschen zu lesen – bei jedem jedoch nur einmal – willigt er ein. Doch er fordert die Parkbelegschaft auf, seinen radikalen Ideen Folge zu leisten. Und so lässt er den Park als erstes für einen Tag schließen, um alles zu putzen und zu reparieren. Die Preise werden drastisch gesenkt. Nach und nach werden alle Attraktionen wieder aufgebessert und auch die Besucherzahlen gehen nach oben.

## Buch-Veröffentlichungen
Die Light Novel erscheint seit Februar 2013 bei Fujimi Shobō in Japan. Bisher kamen acht Bände heraus. Die Reihe wurde von J-Novel Club auf Englisch veröffentlicht. Von Oktober 2014 bis Februar 2015 erschien ein Ableger als Light Novel in zwei Bänden.
Zur Light Novel erschienen auch drei Manga-Serien. Als erstes erschien eine von Shoji Gatoh geschriebene und von Kimitake Yoshioka gezeichnete Serie im Gekkan Dragon Age. Die von Februar 2014 bis September 2016 veröffentlichten Kapitel wurden auch in sechs Sammelbänden herausgegeben. Eine zweite Serie mit dem Titel Amagi Brilliant Park? Fumo wurde von Shoji Gatoh geschrieben und von Kōji Azuma gezeichnet. Die Kapitel erschienen ab Mai 2014 im Gekkan Dragon Age, von Juli 2014 bis September 2015 im Dragon Magazine und später zusammengefasst in zwei Bänden. Zum Anime erschien zudem der Manga Amagi Brilliant Park the animation, gezeichnet von Ami Hakui. Das Magazin ComicWalker brachte die Kapitel 2014 und 2015 heraus. Danach erschienen diese in drei Sammelbänden.

## Anime-Fernsehserie
Eine Adaption der Light Novel als Anime-Serie für das japanische Fernsehen entstand bei Kyōto Animation. Hauptautorin war Fumihiko Shimo und Regie führte Yasuhiro Takemoto. Das Charakterdesign entwarf Miku Kadowaki und die künstlerische Leitung lag bei Mikiko Watanabe. Es entstanden 13 Folgen mit je 25 Minuten Laufzeit.
Die Serie wurde vom 2. Oktober bis 25. Dezember 2014 bei BS-TBS und TBS gezeigt. Eine deutsche Fassung erschien bei Kazé Anime. Manga Entertainment brachte eine englische Übersetzung heraus, online wurde der Anime von AnimeLab, Crunchyroll und HIDIVE veröffentlicht. 2x2 TV zeigte die Serie im polnischen Fernsehen und Proware veröffentlichte eine chinesische Fassung.

### Synchronisation
| Rolle             | japanische Sprecher (Seiyū) | deutsche Sprecher     |
| ----------------- | --------------------------- | --------------------- |
| Seiya Kanie       | Kōki Uchiyama               | Jannik Endemann       |
| Isuzu Sento       | Ai Kakuma                   | Katharina von Keller  |
| Latifah Fleuranza | Yukiyo Fujii                | Merete Brettschneider |

### Musik
Komponist der Filmmusik war Shinkichi Mitsumune. Das Opening wurde unterlegt mit dem Lied Extra Magic Hours von Akino und Bless4. Für den Abspann wurde mit Erementario de Aimashō (エレメンタリオで会いましょう) von Brilliant4 und in Folge 9 wurde das Lied Subarashiki FUN!TASY (素晴ラシキFUN!TASY) von Brilliant4 eingespielt.